# MCS-mobius cosmic sounds-
MCS-mobius cosmic sounds-は、日本の山崎莉緒と長森龍也による音楽グループ。『MCS』と書いて『ミクス』と読む。

## メンバー
山崎莉緒
長森龍也（ながもり たつや、1986年2月26日 - ）。血液型AB型。ライブ中は山崎莉緒に会話を振られてもあまり話さないが、サングラスをすると話せる。MCSのサウンドを支えるキーパーソン。千葉県出身。別名:龍子(たつこ)。担当:ギター作詞・作曲・編曲。書道:師範

## 来歴
- 2009年1月よりアニメ主題歌を目指して活動開始。
- 2009年1月18日、初の路上ライブを行う。
- 2010年5月23日、自主製作CD 1stシングル「LoveCrystal」でデビュー。
- 2012年1月21日より福島県相馬市大野台第一応急仮設住宅集会所にて取り壊しが決まるまで毎月、季節を感じるコンサートを開催。大野台第一応急仮設住宅集会所にて、「東部再起の会」事務局 立谷幸一と出会い、松川浦漁港にて震災以降から開催されている「東部再起の会」が主催する東日本大震災佛故者慰霊流灯会（ひがしにほんだいしんさいぶっこしゃいれいりゅうとうえ、灯籠流し）テーマソングの作曲依頼を受ける。後に、完成した「灯籠の灯りに鎮魂の想い」作詞:立幸（立谷幸一）・作曲:編曲 龍子（長森）が福島県内ニュースとして、福島民報、福島民友、産経新聞、47NEWS 、Yahoo!ニュースに掲載され、2016年8月24日より全国発売となる。エフエム西東京、エフエムチャッピー、千葉テレビ放送「マスターコレクション」、山形放送、渋谷ラジオtokyoにも取り上げられる。長森は「第三弾、第四弾とCDを作っていきたいです。次のCDの構想も僕の中では出来てきているので・・・、ボツになるかもしれませんが（笑）」とフリーペーパー・音選TaMaGo　2017SUMMER号のインタビューで語り、次期作についての抱負を語っている。
- 2014年9月20日、秋葉原CLUB GOODMANにて活動休止ライブを行う。
- 2015年8月30日、福島県相馬市尾浜の松川浦漁港で開催された第5回東日本大震災佛故者慰霊流灯会にて「灯籠の灯りに鎮魂の想い」を歌唱。
- 2015年9月20日、伊勢佐木町 CROSS STREETにてMCS復帰ライブを行う。
- 2017年3月26日、福島県相馬市刈敷田集会所にて第61回目の大野台第一応急仮設住宅集会所お別れ会コンサートを行う。
- 2017年10月31日、公式サイト「MCS -mobius cosmic sounds-」を公開。
- 2020年11月千葉テレビ放送トピックメーカーのエンディングテーマとして「プレゼント〜mobius cosmic sounds」が使用される
- 2021年4月26日、テレビ埼玉トピックマガジン内 ショートアニメ マンデーナイトシンフォニーS主題歌担当。
- 2022年8月1日公開映画「MAHARAI-MAHRAI-」主題歌担当。

## ディスコグラフィー

### シングル

#### 自主製作CD
| 発売年月日     | タイトル       | 収録曲                                                                                                 |      |
| -------------- | -------------- | --- | ---- |
| 2010年5月23日  | Love Crystal   | 1. 勇気を出せば 2. 言葉の罪                                                                            |      |
| 2011年12月24日 | 流れ星         | 1. Best Friend 2. プレゼント-mobius cosmic sounds- 3. プレゼント-mobius cosmic sounds-（instrumental） | 完売 |
| 2013年7月21日  | IRIS～虹彩～   | 1. 笑顔の約束 2. 君にありがとう 3. NEW DAYS 4. My Lady 5. 笑顔の約束(instrumental)                     |      |
| 2014年7月19日  | Ring Ring Ring | 1. 涙色                                                                                                |      |
| 2018年4月29日  | 楽園の扉       | 1. にゃんこの◯◯◯〜今日もシャベルを片手に〜                                                             |      |

### 全国発売シングル
| 発売年月日 | タイトル               | 販売元               | 発売元                     | カップリング曲                                                                      | 商品番号 | 作詞 | 作曲 | 編曲 |
| --- | ---------------------- | -------------------- | -------------------------- | ----------------------------------------------------------------------------------- | -------- | ---- | ---- | ---- |
| 2016年8月24日 | 灯籠の灯りに鎮魂の想い | ラッツパックレコード | ティーステップミュージック | 1. おいなっさん 2. 灯籠の灯りに鎮魂の想い（off vocal） 3. おいなっさん（off vocal） | TTST0026 | 立幸 | 龍子 | 龍子 |
| 2016年8月24日より全国発売されたシングル、灯籠の灯りに鎮魂の想いの歌詞の一部が刻まれた慰霊碑が福島県相馬市 真言宗豊山派 相馬摂取院 (八百万の神) に建立されている。 |                        |                      |                            |                                                                                     |          |      |      |      |

| 発売年月日    | タイトル      | 発売元               | 発売元                     | カップリング曲                                                                                          | 商品番号 |
| ------------- | ------------- | -------------------- | -------------------------- | --- | -------- |
| 2017年6月28日 | Light My Fire | ラッツパックレコード | ティーステップミュージック | 1. Rainy girl〜傘とカッパの女の子〜 2. プレゼント-mobius cosmic sounds- 3. Light My Fire -instrumental- | TTST0028 |

## 掲載
- 福島民報新聞朝刊
  - (2015年6月20日、15ページ)
  - (2015年8月31日、 3ページ)
  - (2016年2月23日、18ページ)
  - (2016年4月19日、20ページ)
  - (2016年5月31日、24ページ)
  - (2016年6月7日、8ページ)
  - (2016年8月19日、26ページ)
  - (2016年8月29日、22ページ)
  - (2016年10月18日、20ページ)
  - (2017年3月18日、28ページ)
  - (2017年4月2日、28ページ)
  - (2017年6月20日、10ページ)
  - (2018年2月13日、20ページ)
  - (2018年10月15日、13ページ)
  - (2018年10月15日、13ページ)

- 島民友新聞
  - (2015年8月31日、三面記事 朝刊)
  - (2016年5月1日、二面記事 朝刊)
  - (2019年7月19日、19ページ 朝刊)
- 産経新聞
  - (2016年5月5日、21ページ 朝刊)
- 読売新聞
  - (2015年6月29日、12版 福島2  26ページ)
- 週刊仏教タイムス
  - (2015年7月2日、第2631号 4ページ)